# Daryurd
Daryurd è un comune dell'Azerbaigian situato nel distretto di Gədəbəy. Conta una popolazione di 1.548 abitanti. mamma mia i eata da pizza